# John Takawira
John Takawira fue un escultor de Zimbabue, nacido el año 1938 en Chegutu y fallecido el 8 de noviembre de 1989 en Harare. Fue uno de los miembros destacados del movimiento escultórico conocido como arte Shona.

## Primeros años y formación
Takawira nació en Chegutu, hijo de un policía, pero se crio en Nyanga, donde fue educado en la Escuela de la Misión Monte Mellersay . Estaba profundamente influido por su madre, Mai, que tenía una personalidad imponente y un gran talento para contar historias sobre la base de su conocimiento de los mitos Shona. También fue alfarera . Bernard y Lazarus, sus hermanos menores, se convirtieron en escultores y John conservó muchos elementos de su educación tradicional a lo largo de su vida.
A la edad de veinte años, Takawira se introdujo a la escultura por su tío, el escultor Joram Mariga . Casi de inmediato fue observado por Frank McEwen, director fundador de la nueva Galería Nacional de Rodesia, quien le invitó a convertirse en uno de los primeros miembros de la Escuela Taller en lo que hoy es la Galería Nacional de Zimbabue; desde 1963 su trabajo fue exhibido allí. En 1969, la esposa de McEwen, Mary (nacida McFadden) estableció en Vukutu, una granja de esculturas cerca de Inyanga; cuando la Escuela se trasladó allí, Takawira también, convirtiéndose en una de sus figuras más importantes desde 1969 hasta su cierre en 1976. En este período previo a la independencia, el gobierno blanco de Rodesia vio a los artistas de Vukutu como un grupo políticamente motivado y John fue en un tiempo detenido por cargar piedras, que era visto como una provocación. ·
John Takawira contribuyó con su escultura Skeletal Baboon - esqueleto Babuino  a una exposición llamada Arte de Vukutu presentada en 1971 en el Musée National d'Art Moderne y en 1972 en el Museo Rodin. Estas fueron organizadas por McEwen, que había vivido y trabajado en París antes de su nombramiento en Harare . La pieza fue un enorme éxito, siendo descrita por Charles Ratton el "más fino arte emergido de África en el siglo XX". Casi de inmediato se extendió la reputación de Takawira a nivel internacional y se convirtió en un escultor profesional a tiempo completo.

## Últimos años y exposiciones
Takawira desarrolló el tema del esqueleto que había inspirado Sylvester Mubayi, con quien había trabajado en Vukutu, y es un testimonio de su poder como artista que fue capaz a través de estas obras de expresar sus propios sentimientos sobre la religión Shona y sus creencias acerca del contacto con el mundo de los espíritus. Algunas de las piezas de esta época son Skeletal Man - hombre del esqueleto (1969), Owl Spirit - Espíritu del Búho (1977) y He Has Life - Él tiene vida: esqueleto humano con cráneo de mandril, este último conservado actualmente en el Museo Británico como parte del legado McEwen.
Una de las obras de John, llamada Hornbill Man - el hombre de Hornbill, fue representada en un sello de Zimbabue emitido para conmemorar el Día de la Commonwealth el 14 de marzo de 1983. Con un valor facial de 30 céntimos, en una serie completada con obras de Henry Munyaradzi, Joseph Ndandarika y Nicholas Mukomberanwa . 
Takawira fue uno de los primeros escultores de Zimbabue en combinar zonas de piedra pulidas con superficies ásperas en sus esculturas, pero evitó piedras de colores, prefiriendo la springstone (un tipo de negro duro de serpentina ). A nivel temático, sus obras incluyen referencias a las fuentes tradicionales de los Shona, incluyendo a Mwari (Dios), pero el de las mujeres es su tema favorito, al que regresó a lo largo de su vida: se muestran a menudo con el cuello alargado y el pelo ondulante.· Muchas de sus obras se conservan en la colección permanente de la Galería Nacional de Zimbabue, siendo el artista más representado en la colección muy por encima de cualquier otro artista.
En 1988, una de las obras de John llamada Chapungu (un águila volatinera) se presentó al Papa Juan Pablo II.
El catálogo “Chapungu: Culture and Legend – A Culture in Stone” ("Chapungu: Cultura y leyenda - una cultura en piedra" editado para la exposición en el Jardín Botánico de Kew, Inglaterra, en 2000 muestra las esculturas United Family - Familia unida (Springstone, 1987) en la página 24-25 y Rural Mother - Madre rural (Springstone, 1986) en la página 60-61. Ambas piezas muestran los característicos huecos de salida al estilo de John que se pueden considerar una extensión o evolución de sus figuras esqueleto iniciales.
Takawira murió repentinamente en noviembre de 1989. Su hijo Gerald Takawira también se convirtió en un escultor.

### Selección de exposiciones individuales y colectivas
- 1965 New Art from Rhodesia - Arte Nuevo de Rodesia, Commonwealth Arts Festival, Royal Festival Hall, Londres
- 1971 Sculpture Contemporaine des Shonas d'Afrique - Escultura Contemporánea de los Shonas de África, Museo Rodin, París, Francia
- 1972 Shona sculptures of Rhodesia - Esculturas Shona de Rhodesia, ICA Gallery, Londres
- 1976 John Takawira, Standard Bank Gallery, Harare
- 1983 The sculpture of John Takawira - La escultura de John Takawira, PG Gallery, Galería Nacional de Zimbabue[4]
- 1985 Big John Takawira, The Gallery Shona Sculpture -El Gran John Takawira, la escultura Shona de la Galería, Harare
- 1985 John Takawira, Feingarten Gallery, Los Ángeles
- 1989 Zimbabwe op de Berg, Fundación Beelden op de Berg, Wageningen, Países Bajos
- 1989 Zimbabwe Heritage Exhibition - exposición del Patrimonio de Ζimbabwe, Auckland, Nueva Zelanda (gira de 9 meses)
- 1990 Contemporary Stone Carving from Zimbabwe - Escultura contemporánea en piedra de Zimbabue, Yorkshire Sculpture Park, Reino Unido
- 1994 Moderne Afrikanische Kunst - Arte Moderno Africano, Jardín de Palmeras, Fráncfort del Meno, Alemania
- 1997 Zimbabwe Stone Sculpture - Escultura de piedra de Zimbabue, Jardín Botánico Nacional de Kirstenbosch, Ciudad de El Cabo, Sudáfrica
- 2000 Chapungu: Custom and Legend - A Culture in Stone - Chapungu: persona y leyenda – una cultura en la piedra, Jardín Botánico de Kew, Reino Unido
- 2010 Embracing the Spirit - Abrazando el Espíritu, Club Phyllis Court, Henley on Thames, Reino Unido